# Sacha Brandt
Sacha Léon L. Brandt (geboren am 28. Januar 1980 in Eupen) ist ein belgischer Politiker der Partei für Freiheit und Fortschritt und seit 2024 deren Vorsitzender.

## Leben
Sacha Brandt absolvierte eine Lehre beim Belgischen Rundfunk (BRF).
Seine berufliche Laufbahn begann er 2004 als Juniorvertriebsmitarbeiter bei Alcoa, einem US-amerikanischen Aluminiumhersteller, wo er für die Werke in Drunen (Niederlande) und Székesfehérvár (Ungarn) zuständig war. 2009 übernahm er die Position des Vertriebsleiters für Norddeutschland bei Sapa (heute Hydro Extruded Solutions). 2018 wurde er bei Hydro Extruded Solutions Europe Vice President für den D-A-CH-Raum und 2019 zusätzlich Vice President der Commercial Extrusion Europe.
In seiner politischen Karriere trat Brandt bei der Europawahl 2024 als Spitzenkandidat der deutschsprachigen liberalen Partei für Freiheit und Fortschritt an. Im September desselben Jahres wurde er zum Vorsitzenden dieser Partei gewählt.